# 黄励 (1905年)
黄励（1905年3月—1933年7月5日），女，湖南益阳人，中国共产党党员、革命家，曾任中共江苏省委组织部部长。

## 生平
1933年4月25日，在上海法租界西爱咸斯路被捕。同年7月5日在南京雨花台被处决。